# Trematodon perssonorum
Trematodon perssonorum är en bladmossart som beskrevs av Allorge och Thériot 1951. Trematodon perssonorum ingår i släktet tranmossor, och familjen Bruchiaceae. Inga underarter finns listade i Catalogue of Life.